# Хутір Верезумського
Хутір Верезумського — колишній хутір у Пузирецькій волості Бердичівського повіту Київської губернії та Іванковецькій сільській раді Бердичівського району Бердичівської округи.

## Населення
Відповідно до перепису населення СРСР 17 грудня 1926 року, чисельність населення становила 2 осіб, з них 1 чоловік та 1 жінка; етнічний склад: українців — 2. Кількість домогосподарств — 1.

## Історія
Заснований 1919 року. До червня 1925 року входив до складу Бердичівського району Бердичівської округи. Станом на 15 червня 1925 року значився у підпорядкуванні Іванковецької сільської ради Бердичівського району. Відстань до центру сільської ради, с. Іванківці — 2 версти, до районного центру, м. Бердичів — 10 верст, до окружного центру у Бердичеві — 9 верст, до найближчої залізничної станції, Глухівці — 4 версти.